# Estela funeraria de Cancio

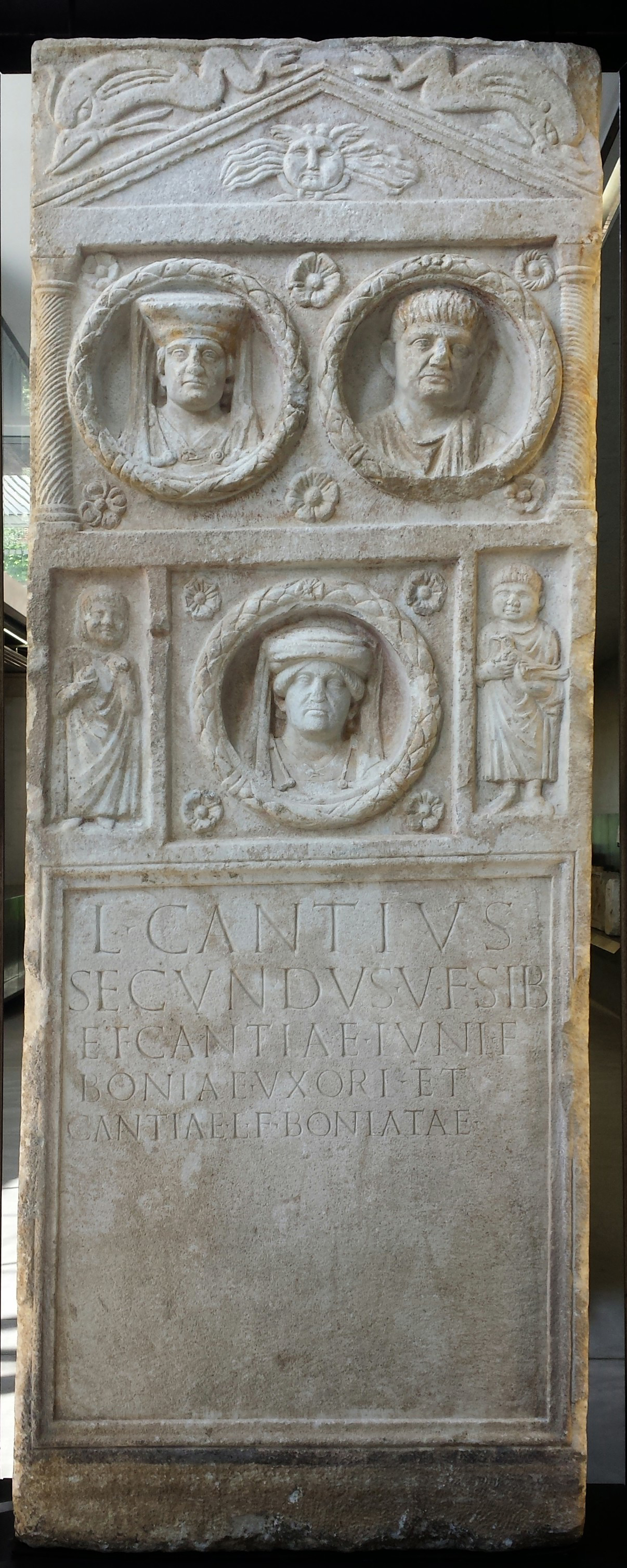
Fotografía frontal completa de la estela de Cancio

La estela funeraria de Cancio es una estela funeraria de la época romana en forma de edículo rectangular procedente del Nórico, en la actual Austria, la cual se estima que fue creada alrededor del año 100 d. C.

## Historia
La estela con motivo funerario estuvo empotrada en el muro exterior de la Iglesia de San Leonardo de Graz, en el estado federado de Estiria, hasta 1818, cuando fue donada a la colección del Museo Universal Joanneum, ubicado en la misma ciudad. Actualmente se conserva en el Lapidarium del museo arqueológico del Palacio de Eggenberg.

## Descripción
La estela, que presenta unas dimensiones de 288 x 116 x 29 cm, está elaborada en mármol de Gummern y se compone de cuatro secciones horizontales: La sección superior, conocida  arquitectónicamente como el tímpano, presenta un hastial triangular que incluye la figura de una gorgona en el centro, flanqueado por dos delfines orientados hacia el exterior en las enjutas. En la siguiente sección, se observan medallones decorados con coronas de laurel, los cuales albergan los retratos de Lucio Cancio Segundo y su esposa Cantia Bonia, ubicados entre dos columnas retorcidas. En la sección intermedia, un medallón centrado muestra la imagen de su hija Cantia Boniata, acompañada por la representación de un niño a la izquierda y una niña a la derecha. La sección inferior incluye la siguiente inscripción:
| Latín | Traducción al español                                                                                                  |
| --- | --- |
| L(ucius) Cantius / Secundus v(ivus) f(ecit) sib(i) / et Cantiae Iuni(i) f(iliae) / Boniae uxori et / Cantiae L(ucii) f(iliae) Boniatae CIL III, 5437 & CIL III, 5438 | Lucio Cancio Segundo hizo esto en vida para él y su esposa Cantia Bonia, hija de Junio, y para su hija Cantia Boniata. |